# Caudron C.440
Caudron C.440 Goéland (Mewa) – francuski linia samolotów transportowo-pasażerskich produkowanych przez wytwórnię Société des Avions Caudron od 1936 roku. Były używane głównie przez linie lotnicze Air Afrique i Air Bleu. Wszystkich egzemplarzy wyprodukowano 1702 sztuki.

## Historia
Pierwszą wersją uruchomioną seryjnie był C.445M którego wyprodukowano 90 sztuk. Następnie przerobiono C.445M na C.445/1, których w latach 1940–1943 wyprodukowano 849 sztuk.

## Wersje
- C.440 – prototyp – 3 egzemplarze

Silnik Renault 6Q eksponowany w MLP w Krakowie

- C.441 – wersja z silnikiem Renault 6Q-01 – 4 egzemplarze
- C.444 – 17 egzemplarzy
- C.445 – 114 egzemplarzy
  - C.445 / 1 – 2 egzemplarze
  - C.445 / 2 – 3 egzemplarze
  - C.445 / 3 – powojenna wersja produkcyjna – 510 egzemplarzy
  - C.445M – zmilitaryzowana wersja – 404 egzemplarze
  - C.445R – 1 egzemplarz
- C.446 Super Goéland – 1 egzemplarze
- C.447 – wersja pogotowia lotniczego – 31 egzemplarzy
- C.448 – 7 egzemplarzy
- C.449 – 349 egzemplarzy
  - C.449 / 1
  - C.449 / 2
  - C.449 / 3
  - C.449 / 4
  - C.449 / 5

## Literatura
- Cortet/Esperou, Le Caudron Goeland, Paris 2001
- Unterlagen aus dem Bundesarchiv, Militärarchiv Freiburg